# Arkalgud
Arkalgud é uma panchayat (vila) no distrito de Hassan, no estado indiano de Karnataka.

## Geografia
Arkalgud está localizada a 12° 46′ N, 76° 04′ L. Tem uma altitude média de 916 metros (3005 pés).

## Demografia
Segundo o censo de 2001, Arkalgud tinha uma população de 15 184 habitantes. Os indivíduos do sexo masculino constituem 51% da população e os do sexo feminino 49%. Arkalgud tem uma taxa de literacia de 65%, superior à média nacional de 59,5%; com 57% para o sexo masculino e 43% para o sexo feminino. 12% da população está abaixo dos 6 anos de idade.